# Décennie 1340 en arts plastiques
Chronologie des arts plastiques
Années 1330 - Années 1340 - Années 1350

## Événements
- 1343-1368 : activité du peintre, sculpteur et architecte italien Andrea Orcagna (Andrea di Cione), qui travaille surtout à Florence[1].
- Après 1348 : après la Peste noire, les peintures florentines et siennoises se transforment[2]. Un nouveau style apparaît, moins narratif, plus attaché aux aspects rituels ou surnaturels. Les thèmes abordés insistent sur l’omniprésence de la mort, « grande faucheuse », danses macabres, gisants squelettiques.

## Réalisations
- 1340-1350  :
  - au cours de la décennie, décoration par un peintre de l'entourage de Giotto di Bondone d'une bible moralisée commandée par Robert Ier de Naples et achevée sous la reine reine Jeanne[3].
  - Crucifix de l'Accademia (1340-1345)[4] et Crucifix du musée Bardini (vers 1345-1350)[5] de Bernardo Daddi.
- 1342 : le peintre siennois Simone Martini, installé à Avignon, peint une Sainte Famille sur le thème du Retour du Christ après la dispute avec les docteurs[6].
- 1345 : Les Six gentilshommes, encre sur papier du peintre chinois Ni Zan[7].

- 1348 : érection en Corée (Goryeo) de la pagode de Gyeongcheonsa, sculpture en marbre de 13,5 m de haut[8].
- 1348-1350 : le peintre chinois Huang Gongwang peint au lavis Séjour dans les Monts Fuchun, un rouleau de papier horizontal[9].
- Vers 1348 : polyptyque avec la Crucifixion du Christ et des Saints pour l'église de San Giorgio a Ruballa, de Bernardo Daddi[10].
- 1349 : Chaos primordial (Hundun tu), encre sur papier du peintre chinois Zhu Derun.

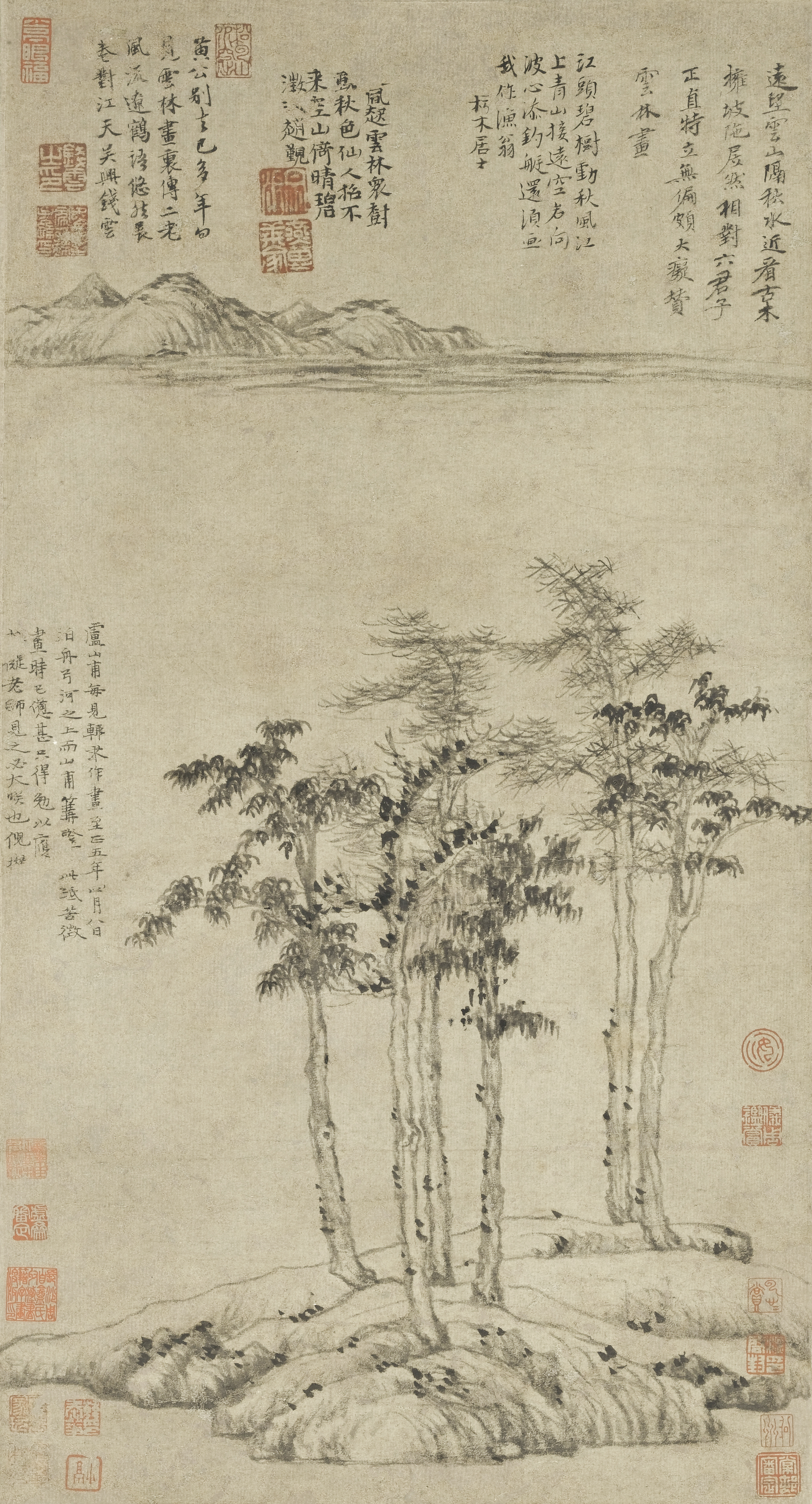
Les Six gentilshommes, Ni Zan.
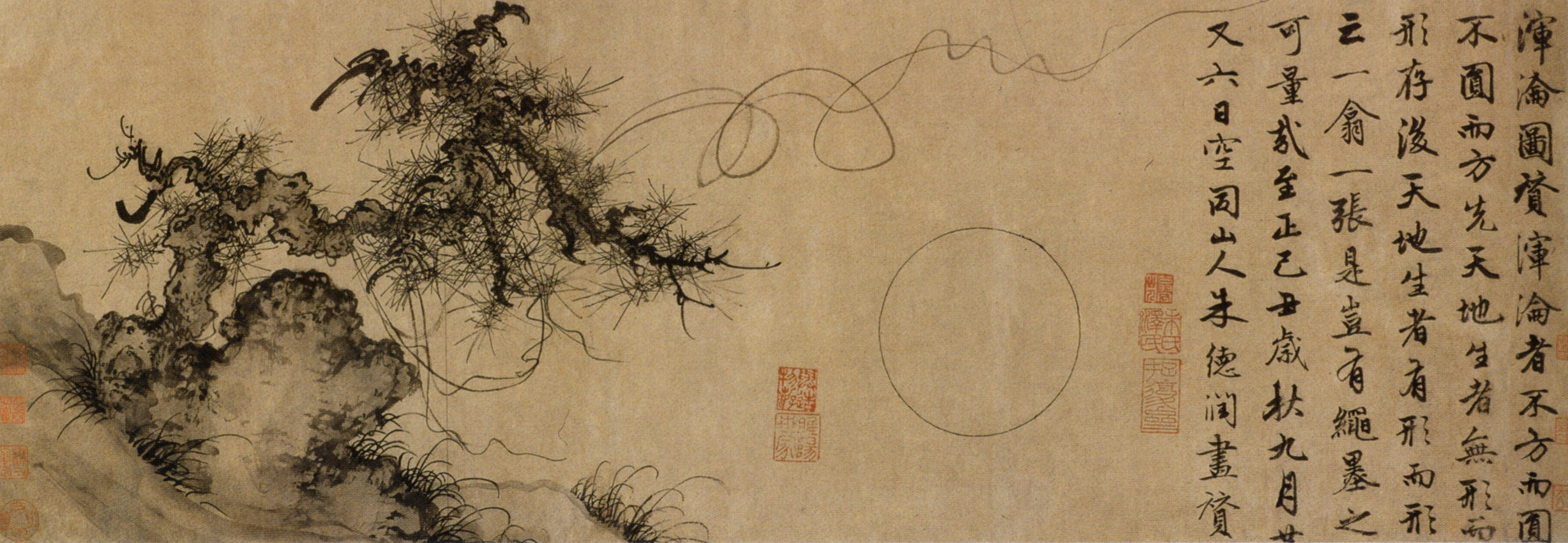
Chaos primordial, Zhu Derun.
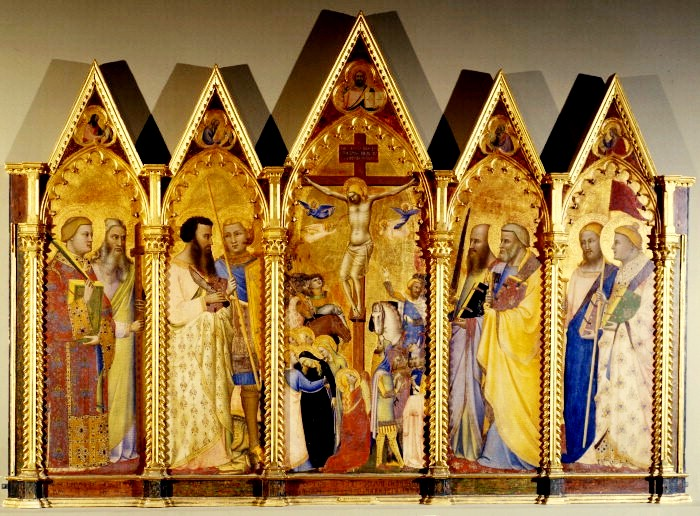
Crucifixion du Christ et des Saints,  de Bernardo Daddi (Courtauld Gallery).

## Naissances
- Vers 1340 : Théophane le Grec, peintre et iconographe russe d'origine byzantine.
- 1345 : Paolo di Giovanni Fei, peintre italien de l'école siennoise.

## Décès
- 1343 : Ke Jiusi, peintre chinois.
- 1er août 1344 : Simone Martini, peintre italien de l'école siennoise.
- 9 juin 1348 : Ambrogio Lorenzetti, peintre italien de l'école siennoise.
- 1348 :
  - Pietro Lorenzetti, peintre italien de l'école siennoise.
  - Bernardo Daddi, peintre italien.
  - Maso di Banco, peintre italien.
- 1348 ou 1349 : Andrea Pisano, orfèvre, architecte et sculpteur italien.
- 1349 : Ugolino di Nerio, peintre italien de l'école siennoise.